# RadiPrism
『RadiPrism』（ラジプリズム）は、2013年4月1日から2020年3月26日まで中国放送（RCCラジオ）で毎週月曜 - 木曜の夜に放送していた生放送ラジオ番組。

## 概要
番組タイトルは広島のサブカルチャーイベント「アニプリズム」のラジオ版であることから名付けられた。中国放送（RCCラジオ）の自社制作番組初のサブカルチャーを取り上げる番組として制作されていた。特集されるジャンルはアニメ作品を中心としながらも、ウェブサービスやゲーム、人物に至るまで非常に広かった。
「ラジオの中のサブカル系サークル」（週1時代）→「ラジオの中の部活動」（週4時代）をコンセプトに、パーソナリティ側が部長・副部長、リスナーを部員と位置付けている。放送開始当初のパーソナリティはフリーランスのカンダマサヨシと当時現役大学生であったスズキアサコの2人。番組開始直後から生放送中にTwitterのハッシュタグ『#rccrp』を使い、部員（リスナー）の意見や感想をリアルタイムで受け付けていた。
テーマソングは放送開始の4月から9月までは、アニメ『バッカーノ!』の主題歌であった「Gun's&Roses」を使用していたが、番組内の企画でアーティストである AZUMA HITOMI にテーマソングの制作を依頼し、10月からは制作されたオリジナルのテーマソングを使用していた。
放送開始当初から毎週月曜日に放送されてきたが、2015年9月28日より週4の放送に拡大（その為、TBSラジオで同時間帯に放送されているニュースワイド番組『荻上チキ・Session-22』のネット受けを打ち切ったが、2016年5月27日のみ同番組をRCC発で放送したため臨時ネットとなった）、日替わりのアシスタントと番組を進めていた。
2019年11月15日に発表された『第57回ギャラクシー賞』ラジオ部門で上期入賞候補番組として選出された（2019年7月8日放送分）。
2020年2月27日放送分で同年3月26日の放送をもって番組を終了する事が発表された。
後番組は帯編成を組まず、当番組での若年層をメインターゲットに据えた自社制作番組は月曜日のみに縮小。事実上の後継番組に当たる『ヨルノバ』（21:00 - 23:30）を編成、火〜木は前述した『Session-22』のネット受けを再開。

## パーソナリティと日替わりテーマ
- カンダマサヨシ【月〜木　メインパーソナリティ】
  - フリーランス。（改編情報のページ では「プランナー、マルチクリエイター」と表記。「おひるーな」も担当していた[5]）メインパーソナリティで番組上では「部長」と位置づけられる。ラブライブ!のファン。競馬好きでもある。魔法使い。
- 動道 歩美（どうどう・あゆみ）【月曜　テーマカラーは緑】
  - タレント。2014年4月よりサブパーソナリティに就任。就任当初は広島のアイドルグループ「Re:√s(りる～つ☆)」[6] のメンバーだった。剣道三段で番組初の体育会系ポジション。また、アイドルに関してもめっぽう強い。2015年10月改編（9月30日）より「ちょっと大人なサブカル系サークル」をテーマにした水曜に移動。
  - 週1時代はカンダや前任のスズキアサコ同様にカタカナ表記の「ドウドウアユミ」であったが、担当曜日変更とともに変更した。愛称は週1時代を引き継いで「副部長」と呼ばれるが、さん付けだったり、Re:√s時代の愛称である「あゆにゃん」なども散見される。
  - 2017年3月29日をもって水曜担当から離れて月曜日へ。テーマも変更される。
- 大矢 真歩（おおや ・まほ）【火曜　テーマカラーは赤】
  - 2018年4月3日より火曜サブパーソナリティに就任。愛称はまほ様。等。
  - 特技はダンス。
- 垣内 明日香（かきうち・あすか）【水曜　テーマカラーは青】
  - 2019年4月3日より水曜サブパーソナリティに就任。愛称は「かっきー」。
  - 就任時点で大学2年生。RCCテレビ「ランキンLAND」のレポーターとしても活動。
  - アイドル好き（STU48や日向坂46など）愛用のカメラはキヤノン EOS 7D。
- カンダマサヨシ【木曜　「カオス-なんでもあり-!」。テーマカラーは黄】
  - 原則として単独で担当。ただし、後述のお試し企画を行う場合は別途他の曜日の出演者も登場する。週替わりでお試し企画を展開していくため特に固定テーマを設けず。中には定期的に行われるものもある。
  - 木曜日の企画としては、「動道歩美のぶらり三江線の旅」、動道が高校の運動部員と対戦する「ドウドウアユミの道場破り!」、スタジオでスイーツや料理を作る「キッチンラボ」、「ワルひげ危機一発」を部員2人を電話でつないで、あるいはゲストと部長で対戦する「ゲームで遊ぼう!　アナログに!!」、変わり種の資格を部長やスタッフが挑戦する「また来て三角取るなら資格」などが行われた。

そのほか出演
- 河村 綾奈（かわむら・あやな）
  - 中国放送アナウンサー。2015年10月より木曜に行われる「夜中学習会」の出題役や特別版の際に出演していた。

## メンバー
- スズキアサコ （初代副部長）
  - 大学生（当時）。本名・鈴木亜沙子。番組上では「副部長」で、2013年4月の番組開始から1年間サブパーソナリティを務めた。大半の原稿読みを担当するものの、噛みや読み間違いが非常に多く、番組では「噛み様」と呼ばれた。本人の上京に伴い「卒業」となった。
  - 2018年4月、広島に里帰りし、本名名義でRCCのラジオカーレポーターとして朝～夕方のラジオカー中継に出演。
- ユンカ・トリスタン （ドイツ支部長）
  - 番組にゲストとして登場したドイツの学生であり、日本を紹介する会社「Amazing Japan」の代表（CEO）である。ラジプリズムでは番組中で「ドイツ支部長」に任命された。
- 吉田尚記（特別顧問）
  - ニッポン放送アナウンサー。番組にゲストで生出演をした際に、当番組の顧問就任を依頼される。なお、番組のTwitter連動のアイディアは吉田が担当する『ミュ〜コミ+プラス』（RCCでは未放送）を参考しているという。
- AZUMA HITOMI（書記）
  - アーティスト。番組のテーマソングを作曲。その縁により電話でゲスト出演した際、本人の希望によりラジプリズムの「書記」になる。
- 西島大介（優麗部員）
  - 漫画家。広島在住のクリエイターとして番組にゲスト出演した際にラジプリズムへの入部を打診され、本人の希望により「優麗部員（ゆうれいぶいん）」となった。
- un:c（マネージャー）
  - 歌い手。中四国ライブネットの公開生放送のゲストとして出演した際にラジプリズムへの入部を打診され、本人の希望により「マネージャー」となった。
- 藍井エイル（議長）
  - アーティスト。番組にゲスト出演した際にラジプリズムへの入部を打診され、本人の希望により「議長」[7] となった。
- 伊東歌詞太郎（頭：かしら）
  - 歌い手。ゲスト出演回にて、部員によってアプリのアンケートを用いて3択の中から「頭：かしら」となった。
- Miu: Dancing Dolls（ダンス部員）
  - 大阪を中心に活動する女性ダンス・ボーカルユニット。アニメイト広島15周年トークイベントに出演、本人の希望から「ダンス部員」となった。
- タカオユキ（キーボード担当）
  - シンガーソングライター、みみめめMIMIボーカル担当。番組に録音ゲストとして出演した際にラジプリズムへの入部を打診され、本人の希望により「キーボード担当」となった。
- ＿＿(アンダーバー)（国王）
  - アンダーバー星の国王で宇宙有数のエンターテイナー。番組に録音ゲストとして出演した際にラジプリズムへの入部を打診され、本人の希望により「国王」となった。
- 水星人、ファルコ（名誉部員）
  - ラジプリズム部員（リスナー）。「ラジプリズム adding Jin-Machine ✝ヲタク★大好き？ヴィジュアル系✝ヲタク以外のみんなも来てね」内のクイズコーナーで優勝したことにより「名誉部員」となった。
- 大谷 有紀（おおたに・ゆき）
  - 2015年9月29日より「ラ部（LOVE）」をテーマにした火曜サブパーソナリティに就任。
  - 可愛い。愛称は「ゆきりん」
  - 2017年3月28日をもって番組を卒業、以降は放送業から離れる。
- 松岡 真鈴（まつおか・まりん）
  - 2017年4月4日より火曜サブパーソナリティに就任。愛称は「マーリン」。
  - 就任時点で大学4年生。スポーツ観戦が趣味。また、アニメも好み、「ラブライブ!」が好き。
  - 2018年3月29日放送回をもって番組卒業。
- 表 優希（おもて・ゆうき）
  - タレント。2015年9月28日より「ミーティング」をテーマにした月曜サブパーソナリティに就任。
  - ナンパ師。さすらいのヒッチハイカー。可愛い。筋肉love 愛称は「表ちゃん」
  - 2017年3月27日をもってサブパーソナリティを卒業、4月以降はラジプリズムのさらなる普及を狙って広島県内を行脚する「広島横断ラジプリズムの旅」を行い、半年間かけてゴールした。。
  - 2017年10月26日以降は「ポエマーおまる」として広島県内の小・中・高等学校を訪問し各学校のポエムを書き上げる「おまる文庫～青春の1ページ～」を行っている。
  - 2018年1月31日更新の本人公式Instagramで、翌2月の月1コーナーを最後にラジプリズムを卒業することを発表。
  - 2018年2月28日、表 優希卒業スペシャルと題されたラジプリズムの放送内で行われた可部～RCC中国放送第2スタジオ間を22:00～24:00の2時間の生放送内で完走し卒業した。
- 沖 優美佳（おき・ゆみか）【水曜　「サブカル」。テーマカラーは青】
  - 2017年4月5日より水曜サブパーソナリティに就任。愛称は「おきみー」。
  - 就任時点で大学3年生。ギターを現在勉強中。back numberが好き。
  - 2019年3月29日放送回を持って番組卒業。

カウントダウン時報
- 3月2日以降、歴代パーソナリティやゆかりのゲストによる終了までのカウントダウン時報が流されている。

- 2020年3月2日：動道歩美 ／ 週1時代2代目・初代水曜・当代月曜パーソナリティ（2代目副部長）
- 2020年3月3日：大矢真歩 ／ 当代火曜パーソナリティ（おーゃちゃん）
- 2020年3月4日：垣内明日香 ／ 当代水曜パーソナリティ（かっきー）
- 2020年3月5日：カンダマサヨシ ／ メインパーソナリティ（部長）
- 2020年3月9日：伊東歌詞太郎 ／ 男性最多出演ゲスト（頭：かしら）
- 2020年3月10日：松岡真鈴 ／ 2代目火曜パーソナリティ（まーりん）[8]
- 2020年3月11日：featuring16、あっつtheデストロイ ／ ユニット最多出演ゲスト（Jin-Machine）
- 2020年3月12日：大谷有紀 ／ 初代火曜パーソナリティ（ゆきりん）[9]
- 2020年3月16日：表優希 ／ 初代月曜パーソナリティ（表ちゃん）
- 2020年3月17日：鈴木亜沙子 ／ 週1時代初代パーソナリティ（初代副部長）[10]
- 2020年3月18日：藍井エイル ／ 女性最多出演ゲスト（議長）
- 2020年3月19日：沖優美佳 ／ 2代目水曜パーソナリティ（おきみー））[11]
- 2020年3月23～26日：カンダマサヨシ ／ メインパーソナリティ（部長）

## 放送時間
- 2019年4月1日 - 毎週月曜～木曜 22:00 - 24:00

ナイター中継延長時の対応
『Veryカープ! RCCカープナイター』延長時はその分放送時間が縮小する（その際の接続はステブレレスで、クッション番組も置かない）。そのときは22:00から放送開始直前までツイキャスでの配信を行うことがある。

### 過去の放送時間
- 2013年4月1日 - 9月23日、2014年3月31日 - 9月29日、2015年3月30日 - 9月28日、毎週月曜 22:00 - 24:00
- 2015年9月29日 - 12月24日、毎週火曜～木曜 22:00 - 23:55
  - 火曜～木曜は「加来耕三のSAMURAIヒストリアス」を放送するため、5分短縮。
- 2013年9月30日 - 2014年3月24日、2014年9月29日 - 2015年3月23日、2015年10月5日 - 12月21日[13]、毎週月曜 22:00 - 23:50
  - ｢RADIO JACK｣を放送するため、10分短縮。
- 2016年1月4日 - 2016年9月22日、毎週月曜〜木曜 22:00 - 24:00
- 2016年9月27日 - 毎週月曜 22:00 - 23:50、毎週火曜～木曜 22:00 - 24:00

## コーナー
空いた時間を使ってアーティストインタビュー、アーティストコメントが流れることがあった。また、「推しプリズム」として番組で一組のアーティストを毎月徹底応援するヘヴィー・ローテーションがあった。

### 週4回時代（動道・大矢・垣内時代）（2019年4月～)
生放送で進行されているため、コーナー開始時刻の前後や短縮、あるいはコーナー自体が休止する場合がある。
- 22:00 - オープニング
- 22:20 - 部長の二次元ポケット （月・水のみ三和シヤッターが提供）- 大学時代のあだ名は「歩くヤフー」のカンダ部長が“悩み”や、日頃気になっていることをMacBookですぐに調べてくれるコーナー。
- 22:30 - 曜日別コーナー(1)
  - （月）ラジプリボイス - LINEの音声コンテンツ配信機能を駆使して行われる
  - （火）調べてみた - 疑問になっている、気になったことを調べる。
  - （水）ラジプリ部員は倒せない?!シーズン2! - 電話に出演するラジプリ部員が今自分がハマっているものを当てるコーナー。答えるのはLINEで答える部員たち。ジャンルは色々。
  - （木）何かの企画物を行う。内容によってはアシスタントがサブとして出演していた。企画物は行わずアーティストや声優のインタビューだけの時もあった。
  - （月初の木）ジョブプリズム - 職業の人をスタジオを呼んで気になったことを聞くコーナー。
- 22:50 - （月・火・水）1分くらいで語る、このアニメがいまヤバイ - 最近のアニメで「見てほしい、これからヤバくなる」アニメを1分で特集
- 22:55 - （月）中国新聞ニュース
- 23:00 - 曜日別コーナー(2)
  - （月）ラジプリボイスPart2 - 人気につき2部制となった
  - （火）#Teachers Diary - 広島県内に務めている先生たちが学校で起こった事を話すコーナー。
  - （水）推しプリズムアーティストコーナー - 推しプリズムアーティストが毎週コメントを出していた。
  - （木）曜日別コーナー(1)の続き、または部員からのお便りを読んでいた。
- 23:15 - 曜日別コーナー(3)
  - （月）ミーティング - その週のテーマについて部員の意見を紹介しながらディスカッションする。
  - （火）お～や、おとぎ話 - 大矢が毎週おとぎ話を読み、部員がTwitterを使いおとぎ話にヤジなどを入れて、大矢を笑わせるコーナー。
  - （水) カンダ商店 - カンダがおすすめのアニソンを2曲紹介するコーナー。アニメイト広島店に等身大のカンダタペストリーと共に掲示されている。
  - （木）語ってみた - 毎週ひとつのアニメ・ゲーム作品などを取り上げ、部長のカンダを中心にリスナー達と共に語るコーナー。
- 23:20 - （水）かっきーのレポクイ - 垣内がある食べ物を食レポし、部員たちが答えるコーナー。
- 23:30 - （火・水）アーティストメッセージ・インタビュー
- 23:50 - ネタコーナー（このクールから月〜水のネタコーナーには共通タグ #rpネタ 使用することが求められる）
  - （月）点の取れない問題集 - テストに絶対に点の取れないアホな回答するネタコーナー。
  - （火）文スト - 有名な小説家の文章の続きを考えるネタコーナー。なお、このコーナーは終了し、今は新コーナーを展開中。
  - （水）音デミー賞 - 毎週カンダと垣内の選んだ音でその音と何か別の言葉を当てはめる新ネタコーナー。

ネタコーナーの前にエンディングテーマと翌日（翌週）予告を流す。
不定期開催
- - （月）カンダ一門 - 突然発足した、カンダ部長を頂点としたモテない集団
- 23:57 - エンディング
- 23:59 - 番組終了

### 週4回時代（動道・松岡・沖時代）(2)（2017年10月～)
生放送で進行されているため、コーナー開始時刻の前後や短縮、あるいはコーナー自体が休止する場合がある。
- 22:00 - オープニング
- 22:20 - （月～水）部長の二次元ポケット - 大学時代のあだ名は「歩くヤフー」のカンダ部長が“悩み”や、日頃気になっている事をMAC BOOKですぐに調べてくれるコーナー
- 22:30 - 曜日別コーナー(1)
  - （月）ラジプリボイス - LINEの音声コンテンツ配信機能を駆使して行われる
  - （火）松岡真鈴のチアってきた！ - 頑張る中高生を元チアリーダ部のマーリンが応援するコーナー
  - （水） おきみーの弾いてみた。クイズ - ギター練習中のおきみーが弾いている曲を当てる超難関と噂のクイズコーナー。クイズの参加はLINE限定。
  - （月末の木）おまる文庫～青春の1ページ～ - 「ポエマーおまる」が広島県内の小・中・高等学校を訪問し各学校のポエムを書き上げる
- 22:50 - （月・火・水）1分くらいで語る、このアニメがいまヤバイ - 最近のアニメで「見てほしい、これからヤバくなる」アニメを1分で特集
- 22:55 - （月）中国新聞ニュース
- 23:00 - （火・水）「眠気覚ましジングル」 - 23時過ぎに流れる、まぁりん と おきみー の“眠気覚まし”ジングル
  - （月）ラジプリボイスPart2 - 人気につき2部制となった
  - （火）アイドルネッサンス 石野理子のリコイズム - アイドルグループアイドルネッサンスのメンバー（当時。後に赤い公園加入）で広島出身の石野理子によるフロート番組。毎週ひとつのテーマについて語り、「理子の自己主張（＝リコイズム）」を決める。
  - （水）カンダ商店 - カンダがおすすめのアニソンを2曲紹介するコーナー。アニメイト広島店に等身大のカンダタペストリーと共に掲示されている。

- 23:15 - 曜日別コーナー(2)
  - （月）ミーティング - その週のテーマについて部員の意見を紹介しながらディスカッションする。
  - （火）笑わぬ森の美女 - ツイッターを使ってマーリンを笑わすためひたすらつぶやくコーナー
  - （水・不定期）世界一回りくどいラブソング - 月曜日に部員が考えたワードでラブソングを作る。
  - （水・不定期）ボカロPに俺はなる！ - カンダ部長が有名ボカロPになるまでの道のりをお届けするコーナー
  - （木）語ってみた - 毎週ひとつのアニメ・ゲーム作品などを取り上げ、部長のカンダを中心にリスナー達と共に語るコーナー。
- 23:30 - （火・水）アーティストメッセージ・インタビュー
- 23:50 - 曜日別コーナー(3)（このクールから月〜水のネタコーナーには共通タグ #rpネタ 使用することが求められる）
  - （月）世界一回りくどいラブソング - ラブソングに出てきそうな歌詞を回りくどい言い方に変えるコーナー。
  - （火） ファールボールにご注意ください- ウグイス嬢経験のあるまぁりんに「ファールボールにご注意ください」の言い回しで、様々なことを注意してもらうコーナー。
  - （水）私のキャラME - カンダ（番組）が設定したキャラクターが言いそうなセリフを考えるコーナー
  - （木）夜中学習会 - 時間は不定だが23:30以降に河村綾奈アナウンサーが唐突に登場してカンダに問題を出題、CMをまたいで答えを発表する。

曜日別コーナー(3)の前にエンディングテーマと翌日（翌週）予告を流す。
不定期開催
- - （月）カンダ一門 - 突然発足した、カンダ部長を頂点としたモテない集団

### 週4回時代（動道・松岡・沖時代）(1)
生放送で進行されているため、コーナー開始時刻の前後や短縮、あるいはコーナー自体が休止する場合がある。
- 22:00 - オープニング
- 22:20 - 曜日別コーナー(1)
  - （月）ラジプリボイス - LINEの音声コンテンツ配信機能を駆使して行われる
  - （火）ラブトピ速報 - 「愛」をテーマにしたトピックを紹介する
  - （水）ヲタク育成プログラム『ヲタクマスター〜ヲタマス〜』 - 水曜日の就任しておきながらアニメに弱い沖やアニメに詳しくないリスナーを、またオタク年齢高齢化を憂い、詳しいリスナーやカンダが中心となって“育成”していく。
- 22:30 - （火）マイ・ラブ・マーリン - 松岡の好きなものを語っていく
- 22:45 - （月）シンリャクGO!! PART1 - 水曜から移動。オープニングで発表される3文字が何の略なのかを考える。
- 22:55 - （月）中国新聞ニュース - 火曜-木曜は21:55に放送。
- 23:00 -  
  - （月）動道歩美の叱咤激励 - 水曜から移植。リスナー部員が悩んだり、失敗や後悔していることを対して、剣道4段、自由を履き違えている動道歩美が、バッサリ一言で叱咤激励する。
  - （火）アイドルネッサンス 石野理子のリコイズム - アイドルグループアイドルネッサンスのメンバー（当時。現：赤い公園）で広島出身の石野理子によるフロート番組。毎週ひとつのテーマについて語り、「理子の自己主張（＝リコイズム）」を決める
  - （水）レッツイート - ここで発表されたフレーズを一斉に呟いてみるコーナー
  - （木）表優希の広島横断ラジプリズム拡散の旅
- 23:10 - （水）週刊ビビット・ランキング
  - 第一週アニソンシングルランキング（アニメイト広島調べ）、第二週ライトノベルランキング（丸善広島調べ）、第三週コミックランキング（丸善広島調べ）、第四週ゲームランキング（レプトン調べ）。
- 23:15 - 曜日別コーナー(2)
  - （月）ミーティング - その週のテーマについて部員の意見を紹介しながらディスカッションする。
  - （火）恋の二次元ポケット - 大谷時代から継続。部員リスナーの恋の悩みに「恋の二次元ポケット＝Mac Book」で回答していく
  - （水）語ってみた。 - 毎週ひとつのアニメ・ゲーム作品などを取り上げ、部長のカンダを中心にリスナー達と共に語るコーナー。
- 23:50 - 曜日別コーナー(3)（このクールから月〜水のネタコーナーには共通タグ #rpネタ 使用することが求められる）
  - （月）シンリャクGO!! PART2 - 人気につき2部制となった。
  - （火）モテ言（もてげん） - 月替わりで発表されるシチュエーションにたいしてモテる一言を考える。
  - （水）伝説のヲタクになってみた。 - カンダが設定したワードを使ってヲタクっぽいせりふを考える。
  - （木）夜中学習会 - 時間は不定だが23:30以降に河村綾奈アナウンサーが唐突に登場してカンダに問題を出題、CMをまたいで答えを発表する。

曜日別コーナー(3)の前にエンディングテーマと翌日（翌週）予告を流す。

### 週4回時代（表・大谷・動道時代）
生放送で進行されているため、コーナー開始時刻の前後や短縮、あるいはコーナー自体が休止する場合がある。
- 22:00 - オープニング
- 22:15 - ウェブトピ速報

ネット上で話題になったニュースをいくつか取り上げ、それをもとにトークを行う。
- 22:30 - 曜日別コーナー(1)
  - （月）表優希の表に出ました - 今週のテーマを表が街頭インタビューしていく。
  - （月）おもてちゃれんじ - 某幼児向け通信教育教材名のもじり。当日までに入った時事ニュースからクイズを出題しそれをこたえられるかを確かめる。「表に出ました」終了後に行われる。
  - （火）ドキドキメモリー - 日常生活なドキドキなシチュエーションを3択の中からアンケート機能をつかって展開していく。
  - （水）見てみた。 - カンダの「語ってみた。」に対抗して始まったもの。週替わりで定められた作品を動道が視聴し、それについて語っていくもの。ただし多くはカンダやリスナーのフォローが入る。それ以外にも動道が主軸となって行ったイベントや企画もののレポートとなる。
- 22:50 - 
  - （月）リクエストのコーナー - 部長が決めたテーマに基づく曲を部員（リスナー）に募集し、その中の1曲をニュースの放送時間中に表がレコード室で探し出し、23時台の1曲目として放送する。
  - （火）大谷有紀のヨツバ図書 - ゆきりん書店員がおすすめの本を紹介していく。
- 22:55 - （月）中国新聞ニュース - 2015年9月28日のみ月曜日であるが中国新聞ニュースは割愛された。火曜-木曜は21:55に放送。
  - 23時跨ぎで時報が入る。2015年9月21日までは普通の時報だったが、28日以降、当番組火曜-木曜内では（28日のみ月曜日も）「ラジプリズムが11時をお知らせしました」という音声が流れる。
- 23:00 - （水）レッツイート - ここで発表されたフレーズを一斉に呟いてみるコーナー
- 23:10 - （水）週刊ビビット・ランキング

1週目はアニメイトのグッズランキング。2週目はラノベランキング（2016年1月より奇数月はコミックランキング）。3週目はゲームランキング。4週目はニコニコチャンネルのアニメランキング。なお、5週目はコーナー事態なし。
- 23:15 - 曜日別コーナー(2)
  - （月）ミーティング - 今週のテーマを部員の意見を紹介していく。
  - （火）お便り紹介
  - （水）語ってみた。 - 毎週ひとつのアニメ・ゲーム作品などを取り上げ、部長のカンダを中心にリスナー達と共に語るコーナー。
- 23:40 - 曜日別コーナー(3)
  - （月）タイムシフト大喜利 - 検定受けるなら「ウィーキャン」に代わって開始[14]。番組の中でかつて出てきた発言をもとに大喜利問題を作成しボケ回答を募集する。
- 23:45 - 曜日別コーナー(3)
  - （火）キュンキュン - 大谷またはカンダに読み上げてほしいフレーズを募集し読み上げていく。大賞者にはそのフレーズを大谷がミニ色紙にしたためたものをリスナーにプレゼントする。
  - （水）シンリャクGO!! - オープニングで発表される3文字が何の略なのかを考える。
  - （木）夜中学習会 - 時間は不定だが23:30以降に河村綾奈アナウンサーが唐突に登場してカンダに問題を出題、CMをまたいで答えを発表する。

曜日別コーナー(3)の前にエンディングテーマと翌日（翌週）予告を流す。
- 木曜日の企画としては、「動道歩美のぶらり三江線の旅」、動道が高校の運動部員と対戦する「ドウドウアユミの道場破り!」、スタジオでスイーツや料理を作る「キッチンラボ」、「ワルひげ危機一発」を部員2人を電話でつないで、あるいはゲストと部長で対戦する「ゲームで遊ぼう!　アナログに!!」、変わり種の資格を部長やスタッフが挑戦する「また来て三角取るなら資格」などが行われた。
- 空いた時間を使ってアーティストインタビュー、アーティストコメントが流れることがある。また、「推しプリズム」として番組で一組のアーティストを毎月徹底応援するヘヴィー・ローテーションもある。

### 週1回時代
生放送で進行されているため、コーナー開始時刻の前後や短縮、あるいはコーナー自体が休止する場合がある。特に22時台の「ウェブトピ速報」と「ラジプリズムクリエイティ部」の間には突発的な企画やゲストとのトークなどを行うケースが多い。
- 22:00 - オープニング
- 22:10 - ウェブトピ速報

ネット上で話題になったニュースをいくつか取り上げ、それをもとにトークを行う。
- 22:30 - ラジプリズムクリエイティ部

番組を通して、リスナーとパーソナリティが番組に関する創作に取り組むコーナー。
- 22:55 - 中国新聞ニュース
- 23:00 - 週刊ビビット・ランキング

ニコニコチャンネルのアニメ公式動画再生数や地元書店のライトノベル売り上げランキングなどサブカル系のランキング上位10項目を週替りで紹介。
- 23:10 - 語ってみた。

毎週ひとつのアニメ・ゲーム作品などを取り上げ、部長のカンダを中心にリスナー達と共に語るコーナー。
- 23:50 - テニトリタクナルライトノベル（2014年4月以前は23:35）

架空のライトノベルを考えるリスナー参加の投稿コーナー。番組当初は番組が事前に設定したテーマからタイトルと大まかなストーリーを投稿するものだったが、2013年10月以降は22時台に発表される単語・文章から始まるタイトルをメール・Twitter・FAXを通して投稿するコーナーとなった。
- 乙女部（不定期）

女性向けアニメの主題歌などを放送。番組で放送する楽曲のひとつとして組み込まれる。

## これまでに取り上げた語ってみた。作品リスト
| 2013年度 | 2013年度       | 2013年度                                 | 2013年度                                                             |
| 放送回   | 放送日         | 作品                                     | 備考                                                                 |
| -------- | -------------- | ---------------------------------------- | -------------------------------------------------------------------- |
| 第1回    | 2013年4月1日   | あなたの好きなアニメ                     |                                                                      |
| 第2回    | 2013年4月8日   | 魔法少女まどか☆マギカ                    |                                                                      |
| 第3回    | 2013年4月15日  | STAR DRIVER 輝きのタクト                 |                                                                      |
| 第4回    | 2013年4月22日  | STEINS;GATE                              |                                                                      |
| 第5回    | 2013年4月29日  | ニコニコ動画                             |                                                                      |
| 第6回    | 2013年5月6日   | 電脳コイル                               |                                                                      |
| 第7回    | 2013年5月13日  | 花咲くいろは                             |                                                                      |
| 第8回    | 2013年5月20日  | ベン・トー                               |                                                                      |
| 第9回    | 2013年5月27日  | ヒロイック・エイジ                       |                                                                      |
| 第10回   | 2013年6月3日   | イヴの時間                               |                                                                      |
| 第11回   | 2013年6月10日  | 東のエデン                               |                                                                      |
| 第12回   | 2013年6月17日  | 攻殻機動隊 STAND ALONE COMPLEX           |                                                                      |
| 第13回   | 2013年6月24日  | けいおん!                                | けいおん!リクエスト祭りを開催                                        |
| 第14回   | 2013年7月1日   | ガールズ&パンツァー                      |                                                                      |
| 第15回   | 2013年7月8日   | 銀魂                                     |                                                                      |
| 第16回   | 2013年7月15日  | 宮崎駿監督 & スタジオジブリ              |                                                                      |
| 第17回   | 2013年7月22日  | プラネテス                               |                                                                      |
| 第18回   | 2013年7月29日  | トップをねらえ!                          |                                                                      |
| 第19回   | 2013年8月5日   | げんしけん                               |                                                                      |
| 第20回   | 2013年8月19日  | かみちゅ                                 |                                                                      |
| 第21回   | 2013年8月26日  | あの日見た花の名前を僕達はまだ知らない。 |                                                                      |
| 第22回   | 2013年9月2日   | あの夏で待ってる                         |                                                                      |
| 第23回   | 2013年9月9日   | たまゆら                                 | 22時台のコーナーに繰上。ニッポン放送アナウンサー吉田尚記がゲスト出演 |
| 第24回   | 2013年9月16日  | ロックマン                               |                                                                      |
| 第25回   | 2013年9月23日  | おジャ魔女どれみナイショ                 |                                                                      |
| 第26回   | 2013年9月30日  | バッカーノ!                              |                                                                      |
| 第27回   | 2013年10月7日  | ガッチャマンクラウズ                     |                                                                      |
| 第28回   | 2013年10月14日 | ポケットモンスター                       |                                                                      |
| 第29回   | 2013年10月21日 | 灰羽連盟                                 |                                                                      |
| 第30回   | 2013年10月28日 | スティーブ・ジョブズ                     |                                                                      |
| 第31回   | 2013年11月4日  | true tears                               |                                                                      |
| 第32回   | 2013年11月11日 | 氷菓                                     |                                                                      |
| 第33回   | 2013年11月18日 | ef -a tale of memories-                  |                                                                      |
| 第34回   | 2013年11月25日 | ときめきメモリアル                       |                                                                      |
| 第35回   | 2013年12月2日  | 機動新世紀ガンダムX                      |                                                                      |
| 第36回   | 2013年12月9日  | D・N・ANGEL                              |                                                                      |
| 第37回   | 2013年12月16日 | Kanon                                    |                                                                      |
| 第38回   | 2013年12月23日 | ソードアート・オンライン                 |                                                                      |
| 年越しSP | 2013年12月31日 | 進撃の巨人                               |                                                                      |
| 第39回   | 2014年1月6日   | がくえんゆーとぴあ まなびストレート      |                                                                      |
| 第40回   | 2014年1月13日  | うたわれるもの                           |                                                                      |
| 第41回   | 2014年1月20日  | ハチミツとクローバー                     |                                                                      |
| 第42回   | 2014年1月27日  | 銀河英雄伝説                             |                                                                      |
| 第43回   | 2014年2月3日   | 夏目友人帳                               |                                                                      |
| 第44回   | 2014年2月10日  | TIGER & BUNNY                            |                                                                      |
| 第45回   | 2014年2月17日  | PlayStation                              |                                                                      |
| 第46回   | 2014年2月24日  | モーレツ宇宙海賊                         |                                                                      |
| 第47回   | 2014年3月3日   | 銀の匙                                   |                                                                      |
| 第48回   | 2014年3月10日  | ARIA                                     |                                                                      |
| 第49回   | 2014年3月17日  | ラブライブ!                              |                                                                      |
| 第50回   | 2014年3月24日  | Free!                                    |                                                                      |
| 第51回   | 2014年3月31日  | 語ってみた。1年間の総集編                |                                                                      |

| 2014年度                     | 2014年度       | 2014年度                                    | 2014年度                                           |
| 放送回                       | 放送日         | 作品                                        | 備考                                               |
| ---------------------------- | -------------- | ------------------------------------------- | -------------------------------------------------- |
| 第52回                       | 2014年4月7日   | ガンダムビルドファイターズ                  |                                                    |
| 第53回                       | 2014年4月14日  | 機動警察パトレイバー                        |                                                    |
| 第54回                       | 2014年4月21日  | ひとひら                                    |                                                    |
| 第55回                       | 2014年4月28日  | たまこまーけっと                            |                                                    |
| 第56回                       | 2014年5月5日   | 空の境界                                    |                                                    |
| 第57回                       | 2014年5月12日  | 言の葉の庭                                  |                                                    |
| 第58回                       | 2014年5月19日  | となりの怪物くん                            |                                                    |
| 第59回                       | 2014年5月26日  | ウルフズレイン                              |                                                    |
| 第60回                       | 2014年6月2日   | 蒼穹のファフナー RIGHT OF LEFT              |                                                    |
| 第61回                       | 2014年6月9日   | あずまんが大王                              |                                                    |
| 第62回                       | 2014年6月16日  | GIANT KILLING                               |                                                    |
| 第63回                       | 2014年6月23日  | THE IDOLM@STER                              | アイマスリクエスト祭りを開催                       |
| 第64回                       | 2014年6月30日  | 魔女っこ姉妹のヨヨとネネ                    |                                                    |
| 第65回                       | 2014年7月7日   | 美少女戦士セーラームーン                    |                                                    |
| 第66回                       | 2014年7月14日  | （野球中継延長のためコーナーなし）          | 当初は『sola』を予定。                             |
| 第67回                       | 2014年7月21日  | ゴジラ                                      |                                                    |
| 第68回                       | 2014年7月28日  | TARI TARI                                   |                                                    |
| 第69回                       | 2014年8月4日   | 武装錬金                                    |                                                    |
| 第70回                       | 2014年8月11日  | 日本のアイドル最前線                        | 動道が中心になってのトーク                         |
| 第71回                       | 2014年8月18日  | 地獄少女                                    |                                                    |
| 第72回                       | 2014年8月25日  | ぼくのなつやすみ                            |                                                    |
| 第73回                       | 2014年9月1日   | ゼーガペイン                                |                                                    |
| 第74回                       | 2014年9月8日   | 喰霊-零-                                    | スマホアプリのアンケート機能で部員によって決まった |
| 第75回                       | 2014年9月15日  | sola                                        | 野球中継延長で順延になった放送回から               |
| 第76回                       | 2014年9月22日  | 地球防衛企業ダイ・ガード                    |                                                    |
| 第77回                       | 2014年9月29日  | 翠星のガルガンティア                        |                                                    |
| 第78回                       | 2014年10月6日  | アウトブレイク・カンパニー                  |                                                    |
| 第79回                       | 2014年10月13日 | ばらかもん                                  |                                                    |
| 第80回                       | 2014年10月20日 | セクシーコマンドー外伝 すごいよ!!マサルさん |                                                    |
| 第81回                       | 2014年10月27日 | 咲-Saki-                                    |                                                    |
| 第82回                       | 2014年11月3日  | プリンセスチュチュ                          | 監督の佐藤順一が聴いていた                         |
| 第83回                       | 2014年11月10日 | サカサマのパテマ                            |                                                    |
| 第84回                       | 2014年11月18日 | NARUTO -ナルト-                             |                                                    |
| 第85回                       | 2014年11月24日 | ゆるゆり                                    | コーナーの後半でリスナー（部員）に電話を繋いだ     |
| 中四国 ライブネット          | 2014年11月29日 | ネットと地方のありかた                      | 歌い手のun:cがゲスト出演                           |
| 第86回                       | 2014年12月1日  | 天地明察                                    |                                                    |
| 第87回                       | 2014年12月8日  | ふたつのスピカ                              |                                                    |
| 第88回                       | 2014年12月15日 | とらドラ!                                   |                                                    |
| 第89回                       | 2014年12月22日 | 機動戦士ガンダム0080 ポケットの中の戦争     |                                                    |
| 音楽夜話Part2 ラジプリズムSP | 2014年12月24日 | フィギュア、3Dプリンター カラオケで歌う曲   | RCCアナウンサー横山雄二がゲスト出演                |
| 年越しSP                     | 2014年12月31日 | 佐藤順一電話インタビュー                    |                                                    |
| 第90回                       | 2015年1月5日   | 機動戦士ガンダムUC                          |                                                    |
| 第91回                       | 2015年1月12日  | 舞-HiME                                     |                                                    |
| 第92回                       | 2015年1月19日  | クロスロード                                |                                                    |
| 第93回                       | 2015年1月26日  | 蒼き鋼のアルペジオ                          |                                                    |
| 第94回                       | 2015年2月2日   | ギャラクシーエンジェル                      |                                                    |
| 第95回                       | 2015年2月9日   | 火の鳥                                      |                                                    |
| 第96回                       | 2015年2月16日  | WHITE ALBUM2                                |                                                    |
| 第97回                       | 2015年2月23日  | ゆゆ式                                      |                                                    |
| 第98回                       | 2015年3月2日   | 無限のリヴァイアス                          |                                                    |
| 第99回                       | 2015年3月9日   | 初音ミク                                    |                                                    |
| 第100回                      | 2015年3月16日  | 境界の彼方                                  |                                                    |
| 第101回                      | 2015年3月23日  | 3月のライオン                               |                                                    |
| 第102回                      | 2015年3月30日  | 艦隊これくしょん -艦これ-                   |                                                    |

| 2015年度             | 2015年度       | 2015年度                                   | 2015年度                                                       |
| 放送回               | 放送日         | 作品                                       | 備考                                                           |
| -------------------- | -------------- | ------------------------------------------ | -------------------------------------------------------------- |
| 第103回              | 2015年4月6日   | 四月は君の嘘                               |                                                                |
| 第104回              | 2015年4月13日  | こどものおもちゃ                           | 監督の大地丙太郎と出演声優のおだしずえ・天野慶子がゲスト出演。 |
| 第105回              | 2015年4月20日  | 毛利元就                                   | 歌い手の伊東歌詞太郎がゲスト出演。                             |
| 第106回              | 2015年4月27日  | serial experiments lain                    |                                                                |
| 第107回              | 2015年5月4日   | はたらく魔王さま！                         |                                                                |
| 第108回              | 2015年5月11日  | 伝説の勇者の伝説                           |                                                                |
| 第109回              | 2015年5月18日  | スクラップド・プリンセス                   |                                                                |
| 第110回              | 2015年5月25日  | 侵略!イカ娘                                |                                                                |
| 第111回              | 2015年6月1日   | おおきく振りかぶって                       |                                                                |
| 第112回              | 2015年6月8日   | capeta                                     |                                                                |
| 第113回              | 2015年6月15日  | ピンポン                                   |                                                                |
| 第114回              | 2015年6月22日  | ちはやふる                                 |                                                                |
| 第115回              | 2015年6月29日  | てーきゅう                                 |                                                                |
| 第116回              | 2015年7月6日   | 結城友奈は勇者である                       |                                                                |
| 第117回              | 2015年7月13日  | 時をかける少女                             |                                                                |
| 第118回              | 2015年7月20日  | 凪のあすから                               |                                                                |
| 第119回              | 2015年7月27日  | うた∽かた                                  |                                                                |
| 第120回              | 2015年8月3日   | 戦姫絶唱シンフォギア                       |                                                                |
| 第121回              | 2015年8月10日  | こみっくパーティー                         |                                                                |
| 第122回              | 2015年8月17日  | ひぐらしのなく頃に                         |                                                                |
| 第123回              | 2015年8月24日  | 耳をすませば                               |                                                                |
| 第124回              | 2015年8月31日  | スケッチブック full colors                 |                                                                |
| 第125回              | 2015年9月7日   | SHIROBAKO                                  |                                                                |
| 第126回              | 2015年9月14日  | オグリキャップ                             |                                                                |
| 第127回              | 2015年9月21日  | ラブライブ!                                |                                                                |
| ここから水曜日に移動 |                |                                            |                                                                |
| 第130回              | 2015年9月30日  | 「語ってみた。」                           |                                                                |
| 第134回              | 2015年10月7日  | 楽園追放 -Expelled from Paradise-          |                                                                |
| 第138回              | 2015年10月14日 | ガッチャマンクラウズ インサイト            |                                                                |
| 第142回              | 2015年10月21日 | デッドマン・ワンダーランド                 |                                                                |
| 第146回              | 2015年10月28日 | 心が叫びたがってるんだ。                   |                                                                |
| 第150回              | 2015年11月4日  | フルメタル・パニック? ふもっふ             |                                                                |
| 第154回              | 2015年11月11日 | ウルトラマンティガ                         |                                                                |
| 第158回              | 2015年11月18日 | Classroom☆Crisis                           |                                                                |
| 第162回              | 2015年11月25日 | デジモンアドベンチャー                     |                                                                |
| 第166回              | 2015年12月2日  | 深夜ラジオ                                 | 横山雄二(RCCアナウンサー)がゲスト出演。                        |
| 第170回              | 2015年12月9日  | 花とアリス殺人事件                         |                                                                |
| 第174回              | 2015年12月16日 | クロノ・クロス                             |                                                                |
| 第178回              | 2015年12月23日 | 血界戦線                                   |                                                                |
| 年越しSP             | 2015年12月31日 | 新世紀エヴァンゲリオン                     |                                                                |
| 第182回              | 2016年1月6日   | 2015年のアニメ振り返り～2016年のアニメ展望 |                                                                |
| 第186回              | 2016年1月13日  | WORKING!                                   |                                                                |
| 第190回              | 2016年1月20日  | 最遊記                                     |                                                                |
| 第194回              | 2016年1月27日  | 信長協奏曲                                 |                                                                |
| 第198回              | 2016年2月3日   | コードギアス 反逆のルルーシュ              |                                                                |
| 第202回              | 2016年2月10日  | ローゼンメイデン                           |                                                                |
| 第206回              | 2016年2月17日  | selector infected WIXOSS                   |                                                                |
| 第210回              | 2016年2月24日  | ノーゲーム・ノーライフ                     |                                                                |
| 第214回              | 2016年3月2日   | らき☆すた                                  |                                                                |
| 第218回              | 2016年3月9日   | ゼロの使い魔                               |                                                                |
| 第222回              | 2016年3月16日  | ICO                                        |                                                                |
| 第226回              | 2016年3月23日  | たまゆら〜もあぐれっしぶ〜                 |                                                                |
| 第230回              | 2016年3月30日  | たまゆら〜卒業写真〜                       |                                                                |

| 2016年度 | 2016年度       | 2016年度                                  | 2016年度                                             |
| 放送回   | 放送日         | 作品                                      | 備考                                                 |
| -------- | -------------- | ----------------------------------------- | ---------------------------------------------------- |
| 第234回  | 2016年4月6日   | おそ松さん                                |                                                      |
| 第238回  | 2016年4月13日  | 近年のアニソン・音楽史                    |                                                      |
| 第242回  | 2016年4月20日  | 灰と幻想のグリムガル                      |                                                      |
| 第246回  | 2016年4月27日  | 響け!ユーフォニアム                       |                                                      |
| 第250回  | 2016年5月4日   | （GW特別企画のためコーナーなし）          | 『たまゆら』監督の佐藤順一インタビューが放送された。 |
| 第254回  | 2016年5月11日  | パパのいうことを聞きなさい!               |                                                      |
| 第258回  | 2016年5月18日  | スターシップ・オペレーターズ              |                                                      |
| 第262回  | 2016年5月25日  | 灼眼のシャナ                              |                                                      |
| 第266回  | 2016年6月1日   | いなり、こんこん、恋いろは。              |                                                      |
| 第270回  | 2016年6月8日   | ソラニン                                  |                                                      |
| 第274回  | 2016年6月15日  | ロミオ×ジュリエット                       |                                                      |
| 第278回  | 2016年6月22日  | 僕らはみんな河合荘                        |                                                      |
| 第282回  | 2016年6月29日  | （八王子Pインタビューのためコーナーなし） |                                                      |
| 第286回  | 2016年7月6日   | 魔法少女リリカルなのは                    |                                                      |
| 第290回  | 2016年7月13日  | 重版出来!                                 |                                                      |
| 第294回  | 2016年7月20日  | キズナイーバー                            |                                                      |
| 第298回  | 2016年7月27日  | バケモノの子                              |                                                      |
| 第302回  | 2016年8月3日   | フリクリ                                  |                                                      |
| 第306回  | 2016年8月10日  | シン・ゴジラ                              |                                                      |
| 第310回  | 2016年8月17日  | 青空エール                                |                                                      |
| 第314回  | 2016年8月24日  | 君の名は。                                |                                                      |
| 第318回  | 2016年8月31日  | 2.5次元時代とアニソン                     |                                                      |
| 第322回  | 2016年9月7日   | 瀬戸の花嫁                                |                                                      |
| 第326回  | 2016年9月14日  | 絶対無敵ライジンオー                      |                                                      |
| 第330回  | 2016年9月21日  | 聲の形                                    |                                                      |
| 第334回  | 2016年9月28日  | クロスアンジュ 天使と竜の輪舞             |                                                      |
| 第338回  | 2016年10月5日  | アクティヴレイド -機動強襲室第八係-       |                                                      |
| 第342回  | 2016年10月12日 | ノエイン もうひとりの君へ                 |                                                      |
| 第346回  | 2016年10月19日 | 亡念のザムド                              |                                                      |
| 第350回  | 2016年10月26日 | 魔法使いの夜                              |                                                      |
| 第354回  | 2016年11月2日  | 銀河機攻隊 マジェスティックプリンス       |                                                      |
| 第358回  | 2016年11月9日  | MADLAX                                    |                                                      |
| 第362回  | 2016年11月16日 | この世界の片隅に                          |                                                      |
| 第366回  | 2016年11月23日 | キングダム                                |                                                      |
| 第370回  | 2016年11月30日 | テレビゲームの歴史                        |                                                      |
| 第374回  | 2016年12月7日  | カードキャプターさくら                    |                                                      |
| 第378回  | 2016年12月14日 | サクラ大戦                                |                                                      |
| 第382回  | 2016年12月21日 | 告白実行委員会〜ずっと前から好きでした〜  |                                                      |
| 第386回  | 2016年12月28日 | ポッピンQ                                 |                                                      |
| 第390回  | 2017年1月11日  | 今期注目のアニメ!!                        |                                                      |
| 第394回  | 2017年1月18日  | 天元突破グレンラガン                      |                                                      |
| 第398回  | 2017年1月25日  | フリップフラッパーズ                      |                                                      |
| 第402回  | 2017年2月1日   | マクロスゼロ                              |                                                      |
| 第406回  | 2017年2月8日   | 虐殺器官                                  |                                                      |
| 第410回  | 2017年2月15日  | 機動戦士ガンダムSEED                      |                                                      |
| 第414回  | 2017年2月22日  | CHAOS;HEAD                                |                                                      |
| 第418回  | 2017年3月1日   | ユーリ!!! on ICE                          |                                                      |
| 第422回  | 2017年3月8日   | オーバーロード                            |                                                      |
| 第426回  | 2017年3月15日  | いなり、こんこん、恋いろは。              |                                                      |
| 第430回  | 2017年3月22日  | 交響詩篇エウレカセブン                    |                                                      |
| 第434回  | 2017年3月29日  | 2017年、冬アニメ振り返り                  |                                                      |

| 2017年度             | 2017年度       | 2017年度                                   | 2017年度                                                                         |
| 放送回               | 放送日         | 作品                                       | 備考                                                                             |
| -------------------- | -------------- | ------------------------------------------ | -------------------------------------------------------------------------------- |
| 第438回              | 2017年4月5日   | （野球中継延長のためコーナーなし）         |                                                                                  |
| 第442回              | 2017年4月12日  | 今期注目のアニメ                           |                                                                                  |
| 第446回              | 2017年4月19日  | 四畳半神話大系                             |                                                                                  |
| 第450回              | 2017年4月26日  | クズの本懐                                 |                                                                                  |
| 第454回              | 2017年5月3日   | （いとうかなこ電話インタビュー）           |                                                                                  |
| 第458回              | 2017年5月10日  | Fate/Grand Order                           |                                                                                  |
| 第462回              | 2017年5月17日  | 信長の忍び                                 |                                                                                  |
| 第466回              | 2017年5月24日  | シドニアの騎士                             |                                                                                  |
| 第470回              | 2017年5月31日  | うたの☆プリンスさまっ♪                     |                                                                                  |
| 第474回              | 2017年6月7日   | 今期の推し作品                             |                                                                                  |
| 第478回              | 2017年6月14日  | キルラキル                                 |                                                                                  |
| 第482回              | 2017年6月21日  | 宇宙戦艦ヤマト2199                         |                                                                                  |
| 第486回              | 2017年6月28日  | （部長が休みのため「語ってみた。」は休止） |                                                                                  |
| 第490回              | 2017年7月5日   | けものフレンズ                             |                                                                                  |
| 第494回              | 2017年7月12日  | 魔法科高校の劣等生                         |                                                                                  |
| 第498回              | 2017年7月19日  | レンタルマギカ                             |                                                                                  |
| 第502回              | 2017年7月26日  | 君の名は。                                 |                                                                                  |
| 第506回              | 2017年8月2日   | マクロスF                                  |                                                                                  |
| 第510回              | 2017年8月9日   | マクロスΔ                                  |                                                                                  |
| 第514回              | 2017年8月16日  | 坂道のアポロン                             |                                                                                  |
| 第518回              | 2017年8月23日  | きみの声をとどけたい                       |                                                                                  |
| 第522回              | 2017年8月30日  | 打ち上げ花火、下から見るか? 横から見るか?  |                                                                                  |
| 第526回              | 2017年9月6日   | バトルシップ                               |                                                                                  |
| 第530回              | 2017年9月13日  | カゲロウプロジェクト                       |                                                                                  |
| 第534回              | 2017年9月20日  | 刀剣乱舞                                   |                                                                                  |
| 第538回              | 2017年9月27日  | 月がきれい                                 |                                                                                  |
| ここから木曜日に移動 |                |                                            |                                                                                  |
| 第543回              | 2017年10月5日  | 昭和元禄落語心中                           |                                                                                  |
| 第547回              | 2017年10月12日 | Fate/stay night                            |                                                                                  |
| 第551回              | 2017年10月19日 | サクラクエスト                             |                                                                                  |
| 第555回              | 2017年10月26日 | 広井王子                                   |                                                                                  |
| 第559回              | 2017年11月2日  | ソラとウミのアイダ                         | ひろしまフードフェスティバルのトークイベントの模様を放送。ゲストは声優の立花理香 |
| 第563回              | 2017年11月9日  | ニコニコ超パーティー2017の様子             |                                                                                  |
| 第567回              | 2017年11月16日 | 仮面ライダー鎧武                           |                                                                                  |
| 第571回              | 2017年11月23日 | はいからさんが通る                         |                                                                                  |
| 第575回              | 2017年11月30日 | 薄桜鬼                                     |                                                                                  |
| 第579回              | 2017年12月7日  | 坂本龍馬                                   | 明治維新150年のため                                                              |
| 第583回              | 2017年12月14日 | 苺ましまろ                                 |                                                                                  |
| 第587回              | 2017年12月21日 | 伊東歌詞太郎シークレットライブ             |                                                                                  |
| 第591回              | 2017年12月28日 | ソードアート・オンライン § アニメ          |                                                                                  |
| 第595回              | 2018年1月11日  | 2017年のアニメ総括&2018年のアニメ展望      |                                                                                  |
| 第599回              | 2018年1月18日  | 少女終末旅行                               |                                                                                  |
| 第603回              | 2018年1月25日  | メイドインアビス                           |                                                                                  |
| 第607回              | 2018年2月1日   | カウボーイビバップ                         |                                                                                  |
| 第611回              | 2018年2月8日   | 好きになるその瞬間を。 ～告白実行委員会～  |                                                                                  |
| 第615回              | 2018年2月15日  | ワンダと巨像                               |                                                                                  |
| 第619回              | 2018年2月22日  | Infini-T Force                             |                                                                                  |
| 第623回              | 2018年3月1日   | 新機動戦記ガンダムＷ                       |                                                                                  |
| 第627回              | 2018年3月8日   | 文豪ストレイドッグス                       |                                                                                  |
| 第631回              | 2018年3月15日  | Just Because!                              |                                                                                  |
| 第635回              | 2018年3月22日  | （超卒業式SPのためコーナーなし）           |                                                                                  |
| 第639回              | 2018年3月29日  | （松岡真鈴卒業SPのためコーナーなし）       |                                                                                  |

| 2018年度      | 2018年度       | 2018年度                                      | 2018年度 |
| 放送回        | 放送日         | 作品                                          | 備考     |
| ------------- | -------------- | --------------------------------------------- | -------- |
| 第643回       | 2018年4月5日   | 2018年春アニメのススメ                        |          |
| 第647回       | 2018年4月12日  | からかい上手の高木さん                        |          |
| 第651回       | 2018年4月19日  | （野球中継延長のためコーナー休止）            |          |
| 第655回       | 2018年4月26日  | ゆるキャン△                                   |          |
| 第659回       | 2018年5月3日   | （GWスペシャルのためコーナー休止）            |          |
| 第663回       | 2018年5月10日  | 宇宙よりも遠い場所                            |          |
| 第667回       | 2018年5月17日  | HUNTER×HUNTER                                 |          |
| 第671回       | 2018年5月24日  | たまこラブストーリー                          |          |
| 第675回       | 2018年5月31日  | リズと青い鳥                                  |          |
| 第679回       | 2018年6月7日   | 少女革命ウテナ                                |          |
| 第683回       | 2018年6月14日  | ワンパンマン                                  |          |
| 第687回       | 2018年6月21日  | 僕のヒーローアカデミア                        |          |
| 第691回       | 2018年6月28日  | アルスラーン戦記                              |          |
| 第695回       | 2018年7月5日   | ウマ娘 プリティーダービー                     |          |
| 第699回       | 2018年7月12日  | 虹色デイズ                                    |          |
| 第703回       | 2018年7月19日  | カレイドスター                                |          |
| 第707回       | 2018年7月26日  | （野球中継延長のためコーナー休止）            |          |
| 第711回       | 2018年8月2日   | ROBOTICS;NOTES                                |          |
| 第715回       | 2018年8月9日   | Fate/EXTRA Last Encore                        |          |
| 第719回       | 2018年8月16日  | 蛍火の杜へ                                    |          |
| 第723回       | 2018年8月23日  | ヒプノシスマイク                              |          |
| 第727回       | 2018年8月23日  | アイドリッシュセブン                          |          |
| 第731回       | 2018年9月6日   | 仮面ライダービルド                            |          |
| 第735回       | 2018年9月13日  | 君の膵臓をたべたい                            |          |
| 第739回予定日 | 2018年9月20日  | （野球中継延長、0時超えのため番組自体が休止） |          |
| 第741回       | 2018年9月27日  | 半分の月がのぼる空                            |          |
| 第745回       | 2018年10月4日  | CLANNAD                                       |          |
| 第749回       | 2018年10月11日 | とある魔術の禁書目録                          |          |
| 第753回       | 2018年10月18日 | BEATLESS                                      |          |
| 第757回       | 2018年10月25日 | ソラとウミのアイダ                            |          |
| 第761回       | 2018年11月1日  | （野球延長のためコーナー中止）                |          |
| 第765回       | 2018年11月8日  | 蒼穹のファフナー                              |          |
| 第769回       | 2018年11月15日 | 殺戮の天使                                    |          |
| 第773回       | 2018年11月22日 | ラブライブ!サンシャイン!!                     |          |
| 第777回       | 2018年11月29日 | （スペシャルウィークのためコーナー休止）      |          |
| 第781回       | 2018年12月6日  | フルーツバスケット                            |          |
| 第785回       | 2018年12月13日 | ヴァイオレット・エヴァーガーデン              |          |
| 第789回       | 2018年12月20日 | かぐや姫の物語                                |          |
| 第792回       | 2018年12月27日 | 機動戦士ガンダム 鉄血のオルフェンズ           |          |
| 第796回       | 2019年1月10日  | SSSS.GRIDMAN                                  |          |
| 第801回       | 2019年1月17日  | はたらく細胞                                  |          |
| 第805回       | 2019年1月24日  | ブギーポップは笑わない                        |          |
| 第809回       | 2019年1月31日  | ツルネ -風舞高校弓道部-                       |          |
| 第813回       | 2019年2月7日   | 幼女戦記                                      |          |
| 第817回       | 2019年2月14日  | キャサリン                                    |          |
| 第821回       | 2019年2月21日  | 翔んで埼玉                                    |          |
| 第825回       | 2019年2月28日  | ポプテピピック                                |          |
| 第829回       | 2019年3月7日   | トクサツガガガ                                |          |
| 第833回       | 2019年3月14日  | まもって守護月天!                             |          |
| 第837回       | 2019年3月21日  | 3年A組-今から皆さんは、人質です-              |          |
| 第841回       | 2019年3月28日  | （沖優美佳卒業スペシャルのためコーナー休止）  |          |

| 2019年度 | 2019年度      | 2019年度                                       | 2019年度 |
| 放送回   | 放送日        | 作品                                           | 備考     |
| -------- | ------------- | ---------------------------------------------- | -------- |
| 第845回  | 2019年4月4日  | 風が強く吹いている                             |          |
| 第849回  | 2019年4月11日 | かぐや様は告らせたい〜天才たちの恋愛頭脳戦〜   |          |
| 第851回  | 2019年4月18日 | 多田くんは恋をしない                           |          |
| 第855回  | 2019年4月25日 | 秒速5センチメートル                            |          |
| 第859回  | 2019年5月2日  | 劇場版 響け!ユーフォニアム〜誓いのフィナーレ〜 |          |
| 第862回  | 2019年5月9日  | アベンジャーズ                                 |          |
| 第866回  | 2019年5月16日 | ルパン三世 PART5                               |          |

## 特別番組
中四国ライブネット　広島発 ラジプリズム in みろくの里
- 2014年11月29日に行われたイベント兼公開生放送。

中四国ライブネット　広島発 ラジプリズムスペシャル アンダーバー国王襲来 in みろくの里
- 2015年11月28日に行われたイベント兼公開生放送。ハッピーシンセサイザー踊ってみた。などが行われた。

MiniPrism
- 2015年12月28日23:30-23:50。女性メンバーのみで行われた特別編。当初より5分延長された。

RadiPrismスペシャル～年越しがゴリ・ラ部でごメーーーン!!
- 2015年12月31日22:00-26:00。当番組ベースの年越し特番。

春のラジオ番組試し聞き～いいとこ 集めました～
- 2016年3月6日16:05-16:55(NHKラジオ第1)。らじる★らじる及びradiko.jpプレミアムのサービスを通して全国で聴取可能なラジオ番組を紹介する特番。当番組では2016年2月15日放送の「バレンタイン結果報告会」の内容[22] が紹介された。

RCCラジオ 参議院選挙特別番組 ラジプリズム 超・開票速報
- 2016年7月10日21:00-24:00に放送（実際はRCCカープナイターとの関連で時差が起こった）。この回の第24回参議院議員通常選挙より18歳・19歳にも選挙権が付与されることになり、若者がどうとらえて、どう行動したのかを一緒に考えることをベースとした。カンダと泉水はる佳のほかに、平尾順平、新井誠、柏原清純がコメンテータを務めた。

中四国ライブネット　広島発 ラジプリズムスペシャル ドキドキメモリアル in みろくの里
- 2016年11月13日に行われた生放送。イルミネーション期間前の営業外のため、一般客の入場は伴わなかった。ニコニコ生放送でも当日の模様を中継していた。

ラジプリズム鳥ってる2017　神頼み人頼みスペシャル
- 2016年12月31日23:30-27:00。当番組ベースの年越し特番。

衆議院選挙開票特別番組　第2部・ラジプリズム超開票速報
- 2017年10月22日22:00-24:00に放送。第48回衆議院議員総選挙関連特番。当日は20:00から該当特番が放送されており、当番組ベースの放送はその第2部で放送された。カンダと田口麻衣のほかに、大平泰(明るい選挙推進協議会会長)、平尾順平(ひろしまジン大学)、新井誠(広島大学大学院教授)がコメンテータを務め、表優希が街角で取材に当たった。

ラジプリズム 年越しSP 〜"わんちゃん"あるぜっ!2018〜
- 2017年12月31日23:30-26:00。当番組ベースの年越し特番。

ラジプリズム年越しSP 〜RCCラジオっていい波のってんねぇ〜
- 2018年12月31日22:00-25:00。当番組ベースの年越し特番。カンダ・動道・表が出演。

中四国ライブネット　広島発 ラジプリズムスペシャル〜広島部活応援宣言
- 2019年1月27日に生放送。全メンバーが出演。

ラジプリズム年越しSP 〜今から越すよ。会いに行けるとこはまだあるかい〜
- 2019年12月31日22:00-25:00。当番組ベースの年越し特番。カンダ・動道・大矢・垣内が出演。

## イベント
ひろしまフードフェスティバル
- 2013年・2014年・2017年は北堀ラジオステージにて出演。2015年・2016年はブース出展。

カンダマサヨシ誕生祭
- 2015年から始まり、毎年部長・カンダの誕生日である4月13日に行われる。2017年にはアニメイト広島店の一日店長も行った。

リアル鬼ごっこ
- 2016年5月5日に広島市内で行われたイベント

ラジプリズム勉強会
- 2016年8月16日に行われた

ひろしまフリースタイル博
- 2016年8月16日に行われたイベント。番組内で広島酔心調理製菓専門学校とコラボして製作した「ラジプリン」を販売。

ラジプリズム adding Jin-Machine
- 2016年9月2日に広島バックビートにて行われたJin-Machineとのイベント。

ラジプリズム演劇部発表会「剣と弓」
- 2016年9月22日にRCC・Bスタジオにて行われた、ラジプリズム演劇部の第一回発表会。
  - 主演：動道歩美＆大谷有紀
  - 出演：月から来た火星人（部員）・木村聡（劇団Tempa）・ファルコ（部員）
  - 脚本・演出：越智良江（劇団Tempa）
  - 衣装協力：garnet

Jin-Machine TOUR 2017 kiss-キス-〜愛 miss 優～　広島公演
- 2017年6月24日に広島SECOND CRUTCHで行われたJin-Machineのライブに部長が出演。

カオスフェスティバル
- 2017年5月5日のひろしまフラワーフェスティバルのRCCオリーブステージにて行われた。ゲストはTHE BEAT GERDEN・廿日市西高校ダンス部・いとうかなこ

## 関連番組
- レコメン! - この番組の後0:00-1:00に放送される文化放送の番組。年末年始特別編成で当番組が休止される場合、代替として『レコメン!（22時-24時）』のパートがネットされ、臨時フルネットとなる。2017年の1月2日〜5日、2018年の1月1日〜4日が該当。
- Canvas 〜キャンバス〜 - 金曜日の同一時間帯に生放送していた自社制作番組。年末年始特別編成で当番組が休止される場合はCanvasともども休止され、代替として『楽器楽園〜ガキパラ〜 for all music-lovers』が臨時ネットされた。
- 秘密の音園 - 自社制作の生放送番組としての前身。2012年3月まで放送。